# Brunelle y Colin
Brunelle et Colin (en el francés original, Brunelle et Colin) es una serie de historietas escrita por Robert Génin y dibujada primero por François Bourgeon y luego por Didier Convard. Fue la primera de Bourgeon y comparte su ambientación medieval con la más popular Los Compañeros del Crepúsculo.

## Trayectoria editorial
Se inició como una serie de historietas cortas para la revista "Djin", pero el segundo álbum ya fue concebido como tal.
| Título                       | Dibujante         | Publicación original | 1ª publicación en álbum  | 1ª publicación en España                                      |
| ---------------------------- | ----------------- | -------------------- | ------------------------ | ------------------------------------------------------------- |
| Le Vol noir (El vuelo negro) | François Bourgeon | "Djin"               | 01/1979, Editions Glénat | 10/1994, Norma Editorial. Colección Cimoc Extra Color n.º 113 |
| Yglinga                      | François Bourgeon | "Djin"               | 10/1980, Editions Glénat |                                                               |
| La Nuit de la bête           | Didier Convard    |                      | 07/1982, Editions Glénat |                                                               |
| Le Félon                     | Didier Convard    |                      | 09/1983, Editions Glénat |                                                               |
| L'Aigle de Mounrah           | Didier Convard    |                      | 01/1984, Editions Glénat |                                                               |
| Le Roi perdu                 | Didier Convard    |                      | 10/1985, Editions Glénat |                                                               |
| Le Long Serpent              | Didier Convard    |                      | 01/1988, Editions Glénat |                                                               |

En abril de 1999, Editions Glénat publicó un "Integral", es decir, un grueso volumen recogiendo toda la colección.